# Петро Пустельник
Петро́ Пусте́льник (лат. Petrus Eremitus, фр. Pierre l'Ermite; 1050 — 8 липня 1115) — французький католицький провідник, пустельник, монах. Один із натхненників Першого хрестового походу. Народився в Ам'єні, Франція. Також — Петро Ам'єнський (фр. Pierre d’Amiens).

## Перед 1096
Як свідчить Анна Комнін, він намагався здійснити паломництво в Єрусалим перед 1096, але меті завадили сельджуки, що піддали його катуванню. Джерела подають різну інформацію стосовно того, чи був він присутній на відомому Клермонському соборі 1095 року, але загальновизнано, що він згодом став одним з натхненників хрестового походу у Франції, і його особистий досвід допоміг йому розпалити вогонь Хрестових походів. Згодом він увійшов у історію як емоційний проповідник, значна частина джерел і істориків погоджуються, що тисячі селян жваво прийняли хрест завдяки йому. Однак, Джонатан Райлі Сміт припустив, що до війська хрестового походу селян або бідняків входили також добре озброєні вояки та лицарі. Ця частина походу відома як похід бідняків, термін, що в середньовіччі позначав жебраків під опікою Церкви.

## Похід до Святої Землі
Більшості бідняків не вдалося здійснити настанови Католицької Церкви. Вони були не здатні це зробити, через феодалів, які обкладали їх податками і різними поборами на їх шляху і тому вони або помирали від голоду, або поверталися додому, або були продані у рабство слов'янськими баронами-грабіжниками з Балкан, поширюючи думку, що слов'янські барони з Балкан — підлі злодії. Петро долучився до групи Вальтера Голяка, що досягла Константинополя, який розміщував численних пілігримів навколо Константинополя, тим часом як він намагався домовитися з візантійським імператором щодо морської переправи. Імператору не вдалося забезпечити пілігримам адекватний провіант, тому дедалі більше бідняків вдавалося до грабунку імперських сховищ. Олексій I Комнін хвилювався через збільшення безладу і добре озброєної армії хрестоносців, що мала от-от прийти, тому швидко закінчив перемовини і переправив їх через Босфор на азійське узбережжя на початку серпня, з обіцянкою охороняти і допомагати на шляху до кордону з ворогом. Він хотів, щоб похід бідняків почекав його розпоряджень, але попри його прагнення, жебраки вступили на територію турків. Турки почали грабунок і врешті-решт атакували беззбройний натовп. Петро повернувся у великому смутку до Константинополя, шукаючи допомоги імператора. Турки згодом почали переслідувати хрестоносців, що втікали до візантійської території, і в час відсутності Петра пілігрими потрапили в засаду і були порубані на шматки турками, які були більш численні і дисциплінованіші. Попри слова Петра про божественну охорону, більшість пілігримів було вбито мечами і стрілами турків чи було захоплено в полон. Дійшовши до Константинополя з малою кількістю вмираючих від голоду під час зими 1096—1097 р., учасники походу майже не мали надії на допомогу візантійців і тому чекали на прихід добре озброєної армії хрестоносців, сподіваючись з їх допомогою завершити паломництво.
Коли прибули князі, Петро приєднався до них і ввійшов до їхньої ради в травні 1097 р. і з невеликою кількістю послідовників, що залишилися, вони разом пройшли Малу Азію і дісталися Єрусалиму. Тим часом як його «бідняки» ніколи не змогли відновити свою чисельність до турецької розправи, його ряди швидко поповнилися беззбройними, пораненими і збанкрутілими хрестоносцями. Проте, попри дві гарячі промови, він вже грав другорядну роль в подальшій історії першого хрестового походу, який в той час вже повністю базувався на військовій кампанії, яка мала ціль охороняти шляхи пілігримів і святі місця вПалестині. Він з'явився на початку 1098 р., з наміром вирватися від тягот облоги Антіохії, виставляючи себе як сказав Гвіберт Ножанський «падаючою зіркою». Однак, Гвіберт і інші джерела продовжували стверджувати, що Петро виголосив промову перед напівпомерлими від голоду хрестоносцями, що мотивувала їх вилазку з воріт Антіохії і їх наступну героїчну перемогу над переважною мусульманською армією, що тримала в облозі місто. Таким чином, запам'ятавши його заслуги, він у середині року був відправлений князями запросити Кербогу, щоб все вирішити за допомогою дуелі, від якої емір згодом відмовився; в 1099 р. він з'являється як хранитель подаяння при облозі Акри і як лідер благаючої процесії навколо стін Єрусалима, що передувала чудесній перемозі хрестоносців в битві при Аскалоні в серпні. В кінці року він вирушив до Латакії і відплив звідти на Захід. З цього часу він зникає, але Альберт Аахенський відзначив, що він помер в сані настоятеля Храму Гробу Господнього який він заснував у Франції.

## Роль в натхненні Першого хрестового походу
Хоча пізніше католицькі історики і сучасні вчені не погоджувалися з ними, Роджер Вендовер і Мет'ю Періс писали, що Петро Пустинник був справжнім автором і організатором Першого хрестового походу. Було розказано, що під час раннього візиту до Єрусалима до 1096 р., Ісус з'явився перед ним в Храмі Гробу Господнього і сказав йому надихнути хрестовий похід. Ця історія також з'являється на сторінках Вільгельма Тірського, що означає, що навіть через кілька поколінь після хрестового походу нащадки хрестоносців вірили, що Петро справжній організатор. Походження такої легенди є предметом певної цікавості. Генріх фон Сибель в своїй «Історії Першого хрестового походу» (нім.Geschichte des ersten Kreuzzuges) вважає, що в таборі бідняків почалася певна ідолізація Петра паралельно звичайному прославленню Готфріда Бульйонського лотарингцями. З цієї точки зору Петро став натхненником, а Готфрід засновником Єрусалимського королівства. Ця версія долі Петра також давня, як і Chanson des chétifs, поема, яку Реймунд де Пуатьє присвятив Петру і його послідовникам у 1130 р., яка тепер є частиною так званого Хрестоносного циклу chansons de geste. Ця версія також з'являється на сторінках Альберта Аахенського написаних десь в 1130 р., і у Вільгельма Тірського, який прийняв версію Альберта. Історія Петра викладена Анною Комнін і в Геста Франкорум Альбертом Аахенським.